# IPhone 7
Vous lisez un « bon article » labellisé en 2020.
Pour les articles homonymes, voir iPhone (homonymie).
L'iPhone 7 et l'iPhone 7 Plus sont des smartphones, modèles de la 10e génération d'iPhone d'Apple. Ils sont présentés le 7 septembre 2016, lors d'une keynote à San Francisco, succédant aux iPhone 6s et iPhone 6s Plus. Ils sont remplacés en septembre 2017 par les iPhone 8 et iPhone 8 Plus. 
Leur conception est la même que celle de leurs prédécesseurs, mais quelques changements externes sont visibles comme l'introduction d'une nouvelle couleur, la résistance à l'eau et à la poussière, un bouton home capacitif, l'amélioration des bandes d'antennes et la suppression de la prise jack. Le matériel interne est également mis à jour, avec notamment un microprocesseur quadricœur, améliorant les performances et les graphismes du téléphone, un appareil photo de 12 mégapixels avec stabilisation optique de l'image, qui contient un téléobjectif permettant un zoom optique amélioré. 
L'accueil est mitigé. Bien que les critiques notent des améliorations de l'appareil photo, en particulier celui à l'arrière du modèle Plus, le manque de changements significatifs à l'affichage ou à la qualité de construction est critiqué, par rapport aux smartphone concurrents. De nombreuses critiques déplorent la suppression de la prise jack ; certaines font remarquer que ce changement vise à renforcer la vente du connecteur Lightning et les ventes des AirPods d'Apple.

## Lancement
Avant son annonce, les deux smartphones font l'objet de nombreuses rumeurs concernant certains aspects, notamment le retrait de la prise jack, qui reçoit une attention importante des médias. Parmi les autres spéculations, figurent un appareil photo intégré, des haut-parleurs stéréo, une option de stockage de 256 gigaoctets et une batterie de 3100 mAh,.
Le 29 août 2016, des invitations à un événement au Bill Graham Civic Auditorium de San Francisco, en Californie, sont envoyées aux journalistes, ce qui a immédiatement suscité des spéculations sur la sortie des nouveaux iPhone.
Annoncées le 7 septembre, les précommandes débutent le 9 septembre et la mise en vente est faite le 16 septembre. Leurs sorties se font pendant le dernier trimestre de l'année 2016 dans 30 pays du monde tandis qu'en Indonésie, les smartphones sont commercialisés en mars 2017. 
Le 21 mars 2017, Apple annonce un nouveau coloris, de couleur rouge, dans le cadre de son partenariat avec Product Red pour mettre en avant la campagne de collecte de fonds pour le sida, commercialisé le 24 mars 2017.

## Réception
Les critiques sont mitigées. Gordon Kelly du magazine Forbes note que les smartphones concurrents, tels que le Samsung Galaxy S7 ont une batterie avec une durée de vie plus longue, une résistance à l'eau renforcée tout en conservant la prise jack. Il indique aussi que la qualité photo est améliorée chez les iPhone mais reste inférieure par rapport au Nexus 6P et au Galaxy S7. Kelly félicite Apple pour avoir réussi à améliorer la luminosité et la précision des couleurs de son écran LCD, tout en précisant que cette technologie est ancienne car ils sont en retard sur leur concurrents qui sont passés à des écrans en 1 080 p. 
John McCann de TechRadar écrit que pour la première fois, le 7 Plus, de la taille d'une phablette, est nettement meilleur que le modèle cadet. Il évoque l'amélioration de la durée de vie de la batterie et fait l'éloge de l'appareil photo, qualifiant la mise au point et la capture d'excellentes. McCann écrit que l'absence de prise casque est frustrant, mais note que c'est un pas en avant positif pour l'industrie du mobile.
Le site CNET France complimente l'appareil photo, l'étanchéité, la rapidité du processeur et l'autonomie ainsi que la capacité de stockage mais désapprouve le retrait de la prise casque, la nouvelle conception du bouton home ainsi que la nouvelle couleur, noir de jais, qui est plus sujette aux rayures que les autres couleurs.

## Ventes
Apple a volontairement caché les chiffres des ventes avant les commandes, affirmant que « ces chiffres ne sont plus représentatifs de nos investisseurs et de nos clients »,. Sans donner de chiffres précis, T-Mobile US déclare que les smartphones battent le record historique de l'opérateur pour les ventes de précommande le premier jour. Le week-end suivant, l'opérateur mobile annonce que c'est son plus grand lancement de tous les temps, étant en hausse de près de quatre fois par rapport aux précédents iPhone. Deux jours avant la mise en vente, les couleurs du 7 Plus ainsi que la couleur noir jais sont épuisées,. Cela pose des problèmes aux abonnés du programme « iPhone Upgrade » qui ne peuvent pas réserver les nouveaux smartphones. À la suite de plaintes de clients et d'un recours collectif, Apple apporte des modifications pour que les membres du programme puissent obtenir de nouveaux téléphones dès que possible,.

### Accords de ventes américaines
Lors des premières ventes américaines, les quatre principaux opérateurs de téléphonie mobile déclarent avoir conclu des accords de reprise. Dans le cadre de ces accords, le coût de l'abonnement mensuel est compensé par un crédit sur la facture du consommateur, mais ceux qui annulent leur service auprès de l'opérateur ou qui remboursent le téléphone avant la fin du contrat ne reçoivent pas de crédits pour les mois restants. Jacob Kastrenakes de The Verge note que les accords constituent en fait un retour à des contrats téléphoniques de deux ans, dans lesquels les accords « vous engagent essentiellement pour deux ans avec cet opérateur ».

### Rapports sur la production réduite
En décembre 2016, DigiTimes signale que la firme américaine a réduit la production des smartphones en raison de la baisse de la demande après que le premier élan d'intérêt se soit estompé. L'une des raisons invoquées sont que les consommateurs et les fournisseurs s'intéressent au prochain modèle iPhone.
Un nouveau rapport du quotidien Nikkei inclut des détails sur les ventes et la production des smartphones. Le rapport, « basé sur les données des fournisseurs », indique que la firme réduit la production de 10 % au premier trimestre 2017, à la suite de ventes faibles. Le rapport indique qu'Apple a déjà réduit la production de 20 % en raison des stocks accumulés du modèle précédent, mais que les nouveaux modèles se sont « vendus plus lentement que prévu ». En outre, le rapport note que « l'iPhone 7 Plus reste populaire, mais qu'une pénurie de capteurs d'appareil photo freine la capacité de la firme à répondre à la demande pour ces téléphones ».

## Fin de commercialisation
En septembre 2017, Apple a annoncé les iPhone 8 et iPhone 8 Plus comme successeurs.
Ils ne sont plus produits et retirés du site Apple depuis septembre 2019.

## Composition

### Écran
Comme les modèles précédents, l'iPhone 7 est disponible en deux tailles : une version avec un écran de 120 mm et une version Plus avec un écran de 140 mm. Les écrans ont des tailles et des résolutions identiques à celles de leur prédécesseur, mais avec une gamme de couleurs plus large et une luminosité améliorée.

### Bouton Home
Le bouton d'accueil de l'iPhone 7 utilise un mécanisme capacitif plutôt qu'un bouton-poussoir physique, comme sur les modèles précédents, ce qui signifie qu'un contact direct avec la peau est nécessaire pour faire fonctionner l'appareil. Les smartphones conservent le système d'affichage 3D Touch introduit sur leurs prédécesseurs qui permet une saisie sur écran tactile sensible à la pression.

### Appareil photo

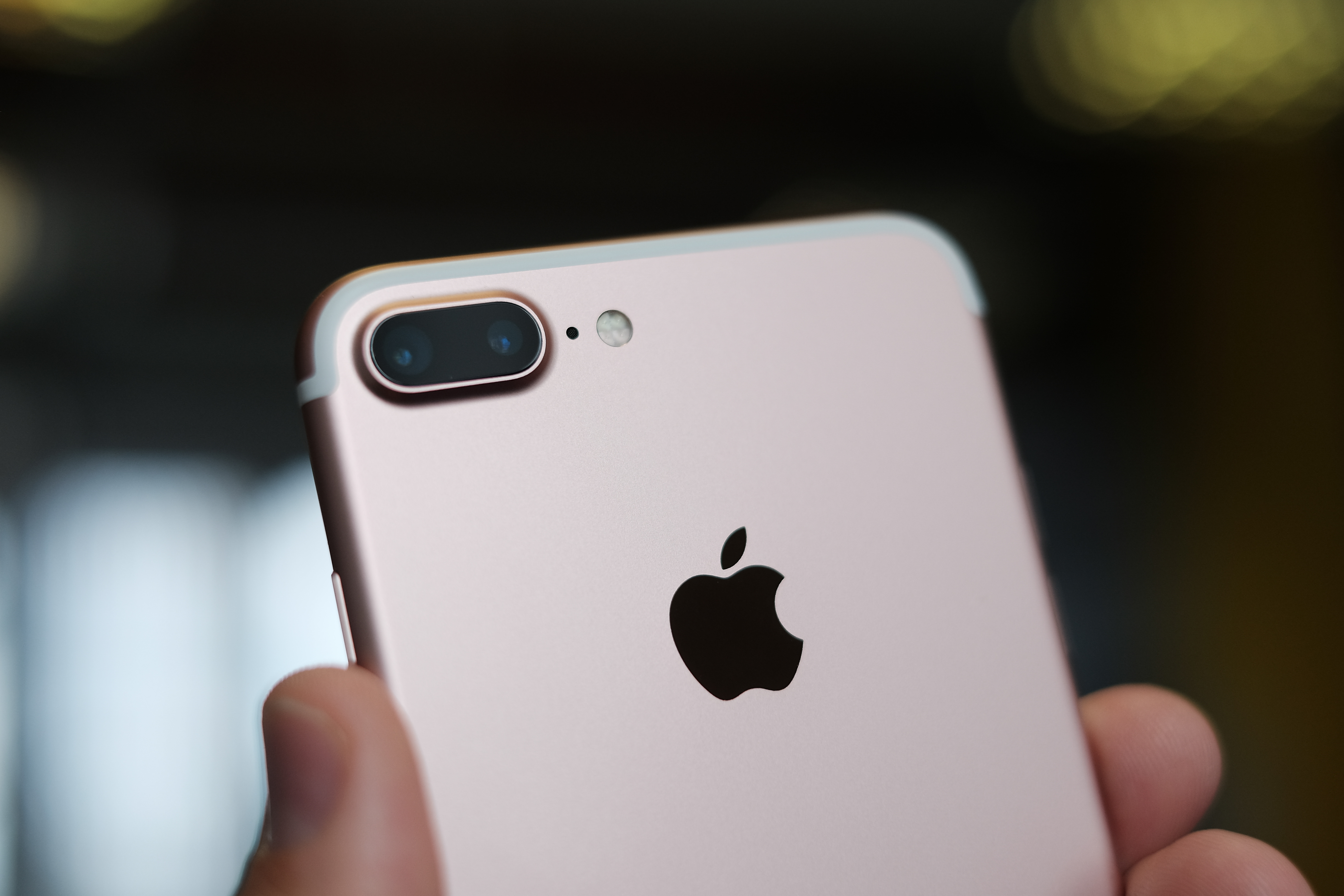
Appareil photo arrière de l'iPhone 7 Plus.

L'appareil photo de 12 mégapixels possède un flash LED true tone et son ouverture est agrandie à f/1,8. Il comprend également une stabilisation optique de l'image. 
Celui de l'iPhone 7 Plus comprend un deuxième téléobjectif de 12 mégapixels, permettant d'obtenir un zoom optique 2x et un zoom numérique allant jusqu'à 10x. Cependant, le téléobjectif ne dispose pas de stabilisation optique de l'image. 
Les deux smartphones peuvent enregistrer des vidéos avec un son monophonique et une définition d'image de 1 080 px,. 
L'appareil photo frontal de 7 mégapixels est mis à jour avec une stabilisation optique de l'image.

### Connectivité

Différences entre l'iPhone 6 en haut et l'iPhone 7 en bas, montrant la suppression de la prise jack sur l'iPhone 7.

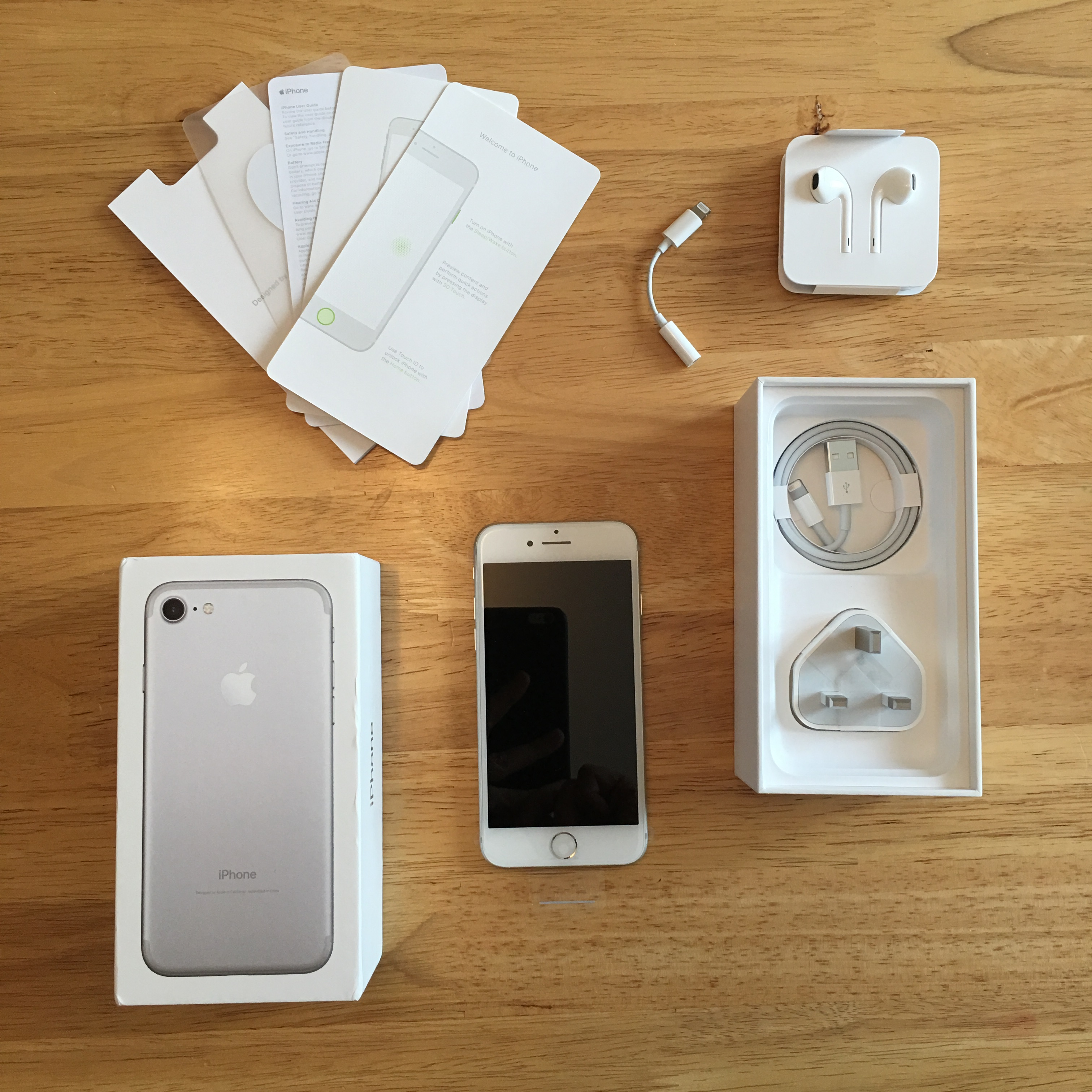
Déballage d'un iPhone 7 au milieu, avec un adaptateur lightning vers prise jack et des EarPods en haut à droite.

Chaque téléphone est équipé d'un adaptateur Lightning vers prise jack, mais celui-ci est supprimé à partir du 12 septembre 2018,. 
Apple dévoile des écouteurs sans fil bluetooth, notamment des AirPods ainsi que trois nouveaux écouteurs Beats. Ces produits utilisent une puce sans fil interne connue sous le nom de Apple W1, conçue pour permettre un fonctionnement à basse consommation avec les appareils iOS et macOS (bien qu'ils soient compatibles avec d'autres appareils bénéficiant du bluetooth),.

### Processeur et mémoire

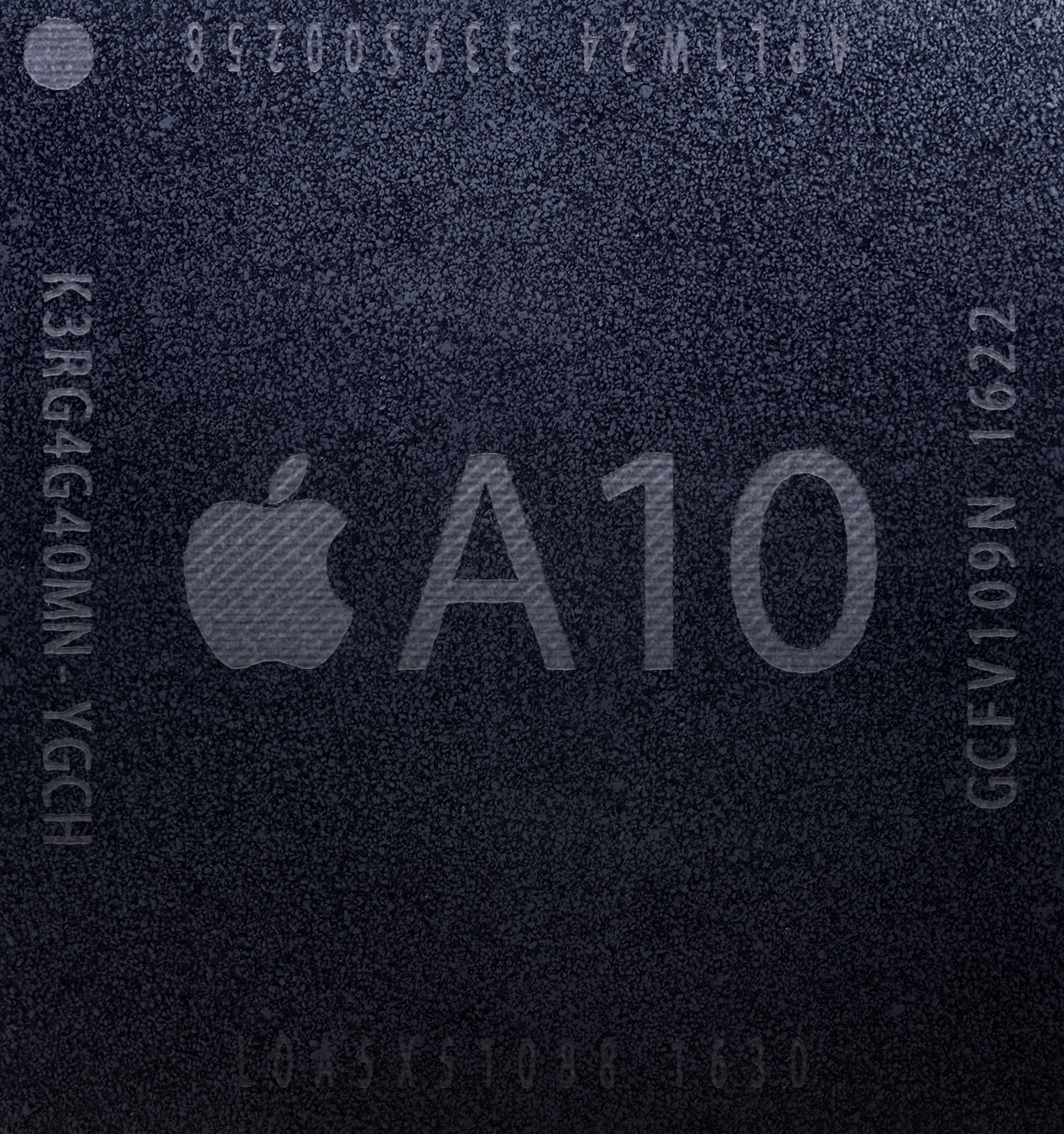
Vue de la puce Apple A10 Fusion utilisée pour l'iPhone 7

Ils sont dotés du système sur une puce Apple A10 Fusion, qui se compose de quatre cœurs dont deux à faible puissance et deux à forte puissance. La puce A10 comporte également une puce graphique hexa-core capable de jouer comme sur une console de jeux vidéos. Les deux appareils contiennent une nouvelle version du coprocesseur de mouvement Apple M10. Contrairement aux précédents modèles, les options de stockage interne commencent à 32 Go au lieu de 16 Go, et atteignent leur maximum à 256 Go.

## Conception

### Aspects extérieurs

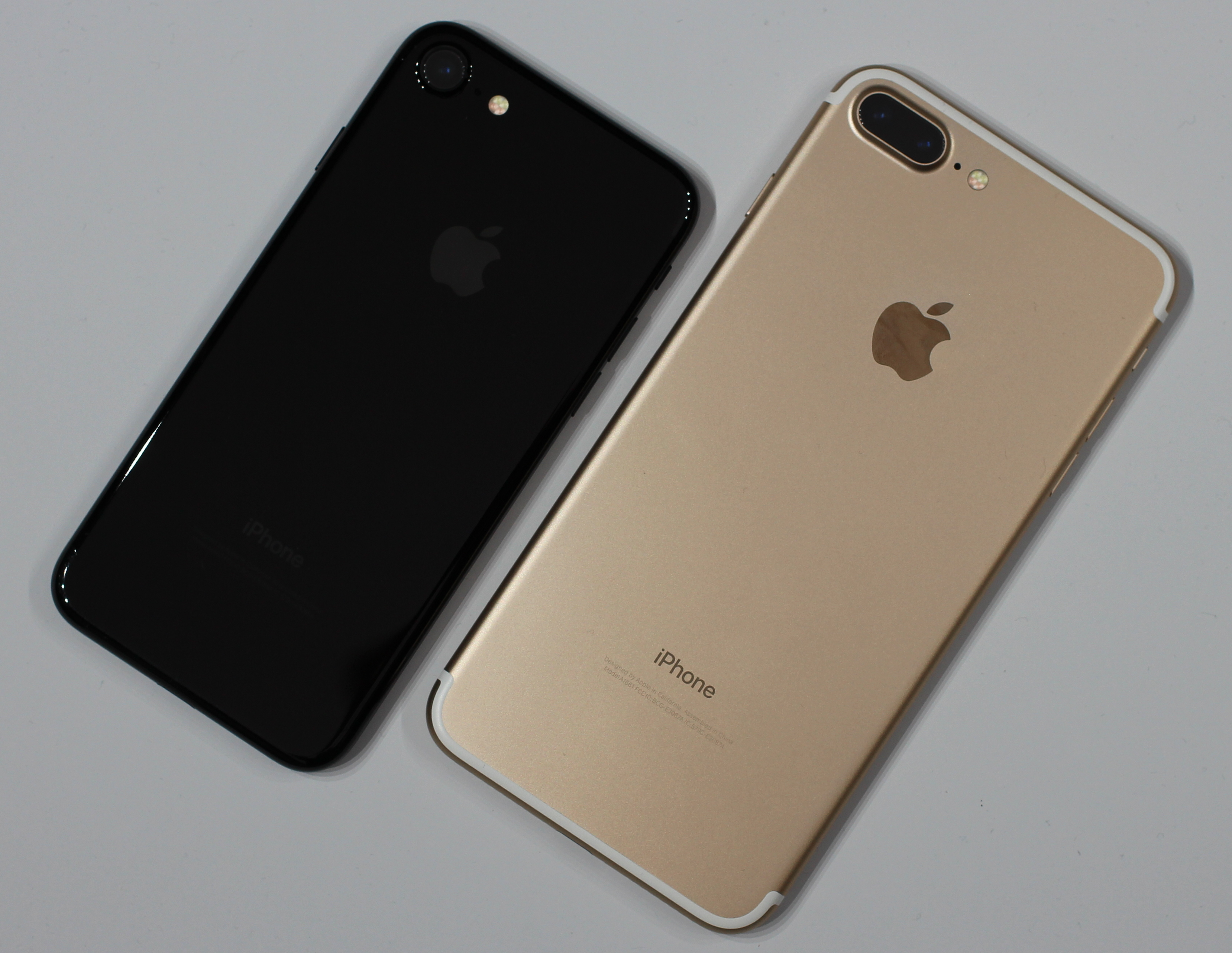
Un iPhone 7 noir de jais et un iPhone 7 Plus or.

L'extérieur est similaire en forme et en volume à ceux de ses prédécesseurs. En plus des couleurs existantes : argent, or et or rose, l'appareil est proposé dans de nouvelles couleurs, à savoir le noir mat, le noir de jais brillant et, pour une durée limitée, le rouge. La couleur noir de jais est une teinte sombre, avec une finition noire très brillante. Elle est créée par un processus en plusieurs étapes, commençant par une phase de traitement par anodisation pour rendre la surface du boîtier perméable en oxyde d'aluminium, et utilisant ensuite une machine pour nettoyer le boîtier à travers un composé en poudre, absorbé par l'alumine. Le processus se termine par un bain de fines particules pour une finition supplémentaire ; l'ensemble du processus prend moins d'une heure.

### Résistance à l'eau
Les smartphones sont classés IP67 résistant à l'eau et à la poussière, ce qui en fait les premiers iPhone à avoir ce type de résistance, malgré des tests révélant des dysfonctionnements, notamment une distorsion des haut-parleurs, après une exposition à l'eau. La garantie ne couvre pas les dommages causés au téléphone par l'eau,.

### Retrait de la prise jack
Ce sont les premiers iPhones à ne pas être équipés d'une prise jack de 3,5 mm. Celle-ci est remplacée par une seconde grille de haut-parleur qui sert de ventilation pour le baromètre interne. L'adaptateur pour connecteur Lightning vers prise jack, ainsi que les écouteurs intra-auriculaires qui utilisent le connecteur Lightning, sont inclus avec l'appareil. L'adaptateur est vendu séparément comme accessoire pour les autres iPhone.
Les critiques concernant les smartphones portent sur la suppression de la prise casque, notamment sur l'impossibilité d'utiliser les EarPods avec l'adaptateur fourni et de charger l'appareil simultanément,.

## Logiciel
Les smartphones sont fournis avec iOS 10 sorti en juin 2016 et peuvent supporter iOS 15,. 
Pour iOS 10, de nombreuses fonctionnalités sont améliorées telles que la reconnaissance de la localisation dans l'application Photos, l'écran verrouillé est repensé afin de pouvoir lire les notifications sans déverrouiller l'appareil, la saisie de texte est plus intuitive, l'application Apple Plans permet de payer ses courses VTC via Apple Pay et la fonctionnalité 3D Touch permet de rester appuyer sur une application et dévoile les raccourcis importants.

## Problèmes

### Bruits de sifflement
Certains utilisateurs signalent un sifflement étrange lors d'une utilisation intensive du téléphone. CNET décrit ces bruits comme de faibles bourdonnements provenant de l'arrière du téléphone. Le bruit proviendrait en réalité du microprocesseur A10.

### Différences de performance
Le magazine The Guardian rapporte en octobre 2016 que des tests de stockage effectués par Unbox Therapy et GSMArena révèlent que la version 32 Go est considérablement plus lente que les versions 128 Go et 256 Go, mesurant des vitesses d'écriture de 341 Mo/s sur un modèle de 128 Go contre 42 Mo/s sur un modèle de 32 Go. 

### Explosions et émissions de fumée
En septembre 2016, un appareil a explosé en cours de transport tandis qu'un autre présente un dysfonctionnement qui provoque une explosion interne de la batterie.

### Perception du slogan en Cantonais

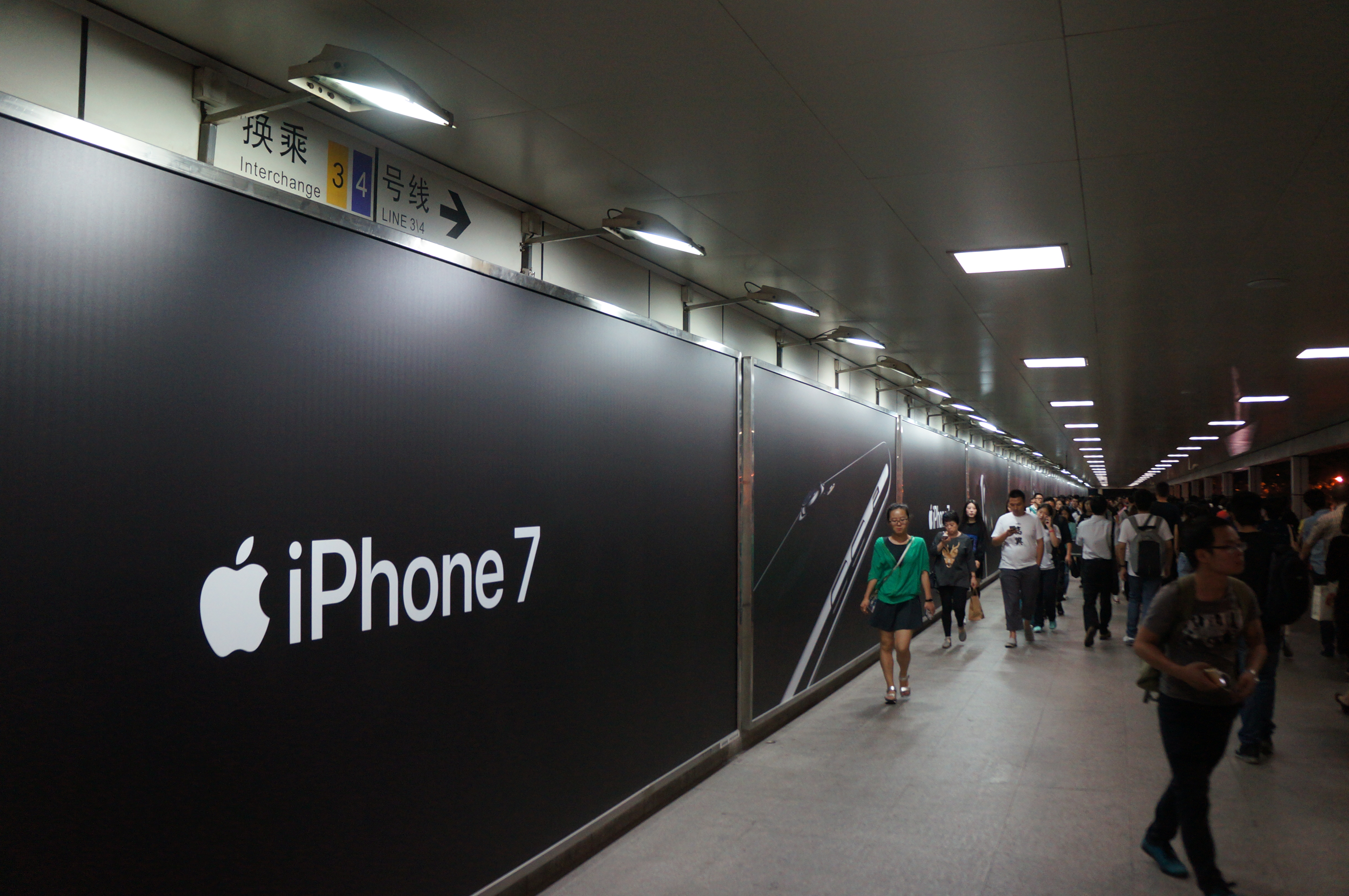
Affiche présentant l'iPhone 7 dans le District de Hongqiao, en Chine.

Le slogan « This is 7 » est mal interprété lorsqu'il est traduit dans certaines langues. Le slogan du téléphone, en Chine est « The 7 is here » (Chinois: 7，在此; Hanyu pinyin: 7, zài cǐ) tandis qu'à Hong Kong le slogan est « This, is iPhone 7 » (Chinois : 這，就是iPhone 7; Jyutping: ze5, zau6 si6 iPhone 7). En cantonais, la langue locale de Hong Kong, le slogan semble être interprété comme « Ceci est un pénis ». « Tsat », (chinois : 杘 ; Jyutping : cat6), est un terme argotique courant pour désigner un pénis en érection, et « sept », (chinois : 七 ; Jyutping : cat1), qui ne varie que par le ton, est souvent utilisé comme euphémisme.

### Remplacement du bouton home
Apple ajoute un verrou logiciel qui empêche les personnes de remplacer le bouton Home par eux-mêmes. Les utilisateurs doivent désormais se rendre dans un Apple Store pour faire effectuer les réparations, un « recalibrage » du bouton est nécessaire. C'est un pas de plus qu'Apple fait depuis les iPhone précédents, où seule la fonction Touch ID est désactivée, mais où la fonction « retour à la maison » fonctionne encore. 

### Défaut de réseau téléphonique
Certains appareils portant les numéros de modèle A1660, A1779 et A1780 présentent un problème où ils affichent un message « Aucun service » même lorsque le réseau téléphonique est disponible. Apple annonce réparer gratuitement ces appareils dans les deux ans suivant la première vente de l'appareil.

### Problème de circuit audio
Certains appareils souffrent d'un problème concernant l'audio, appelé Loop Disease. Les utilisateurs signalent que le bouton haut-parleur est inutilisable pendant les appels, l'icône de mémo vocal est également inutilisable et l'appareil est parfois bloqué. Quelques utilisateurs se sont également plaints que les écouteurs ne fonctionnent pas avec l'appareil et que le symbole Wi-Fi est grisé après le redémarrage de l'appareil. Le 4 mai 2018, Apple reconnaît le problème par le biais d'un communiqué interne. Si un smartphone affecté n'est plus couvert par la garantie, Apple indique que ses fournisseurs peuvent faire une exception pour ce problème particulier. Les dérogations ont brusquement pris fin en juillet 2018, lorsque Apple supprime le document. De nombreux clients se sont plaints qu'Apple fait payer environ 300 dollars et signalent que le problème est apparu pour la première fois après une mise à jour du logiciel.

### Obsolescence
Apple reconnaît à partir de 2017 avoir mis à jour le logiciel des iPhone 6, 7 et SE pour limiter l'efficacité de leur processeur. En 2020, l'entreprise verse 113 millions de dollars à 33 États américains qui la poursuivaient, « estimant qu’Apple avait trompé ses clients et aurait dû remplacer les batteries ou communiquer sur ce problème ».

## Impact environnemental
Selon un rapport d'Apple, le cycle de vie des smartphones, les iPhone 7 et iPhone 7 Plus dépensent environ 56 kg de CO₂ dont  78 % pour la production.
Par sa production et son transport, il émet 78 % de gaz à effet de serre de moins que l'iPhone 6s et 60 % de moins que l'iPhone 6. Son boîtier en aluminium émet 17 % de CO2 de moins que son prédécesseur.
L'emballage du smartphone contient 84 %  de plastique en moins que son prédécesseur et à 60 % de contenu recyclé provenant de bambou et de canne à sucre tandis que le téléphone lui-même est fabriqué à partir d'aluminium recyclable, l'antenne et l'écran sont composés de matériaux recyclés. Le verre de l'écran est sans arsenic, les écrans LED sont sans mercure, sans PVC et sans Béryllium.